# Sili Epa Tuioti

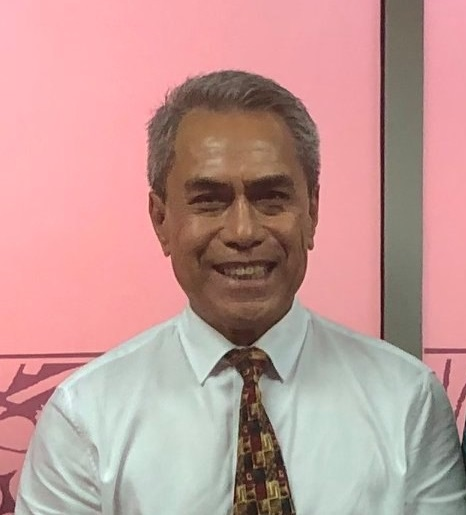
Sili Epa Tuioti (2020)

Sili Epa Tuioti ist ein Politiker in Samoa. Er ist Mitglied der Human Rights Protection Party und gehört zum Kabinett von Samoa.

## Leben
Tuioti studierte zwei Jahre an der Rhema Bible Training school. Er ist Beamter und diente als Head of Treasury von 1991 bis 1999. Später arbeitete er als Berater. In den Wahlen 2016 wurde er erstmals in die Legislative Assembly of Samoa gewählt und direkt zum Finanzminister ernannt.
Im April 2021 verlor Tuioti seinen Sitz jedoch wieder.